# Piratosa dybowskii
Piratosa dybowskii är en spindelart som först beskrevs av Kulczynski 1885.  Piratosa dybowskii ingår i släktet Piratosa och familjen vargspindlar. Inga underarter finns listade i Catalogue of Life.